# Bez dogmatu

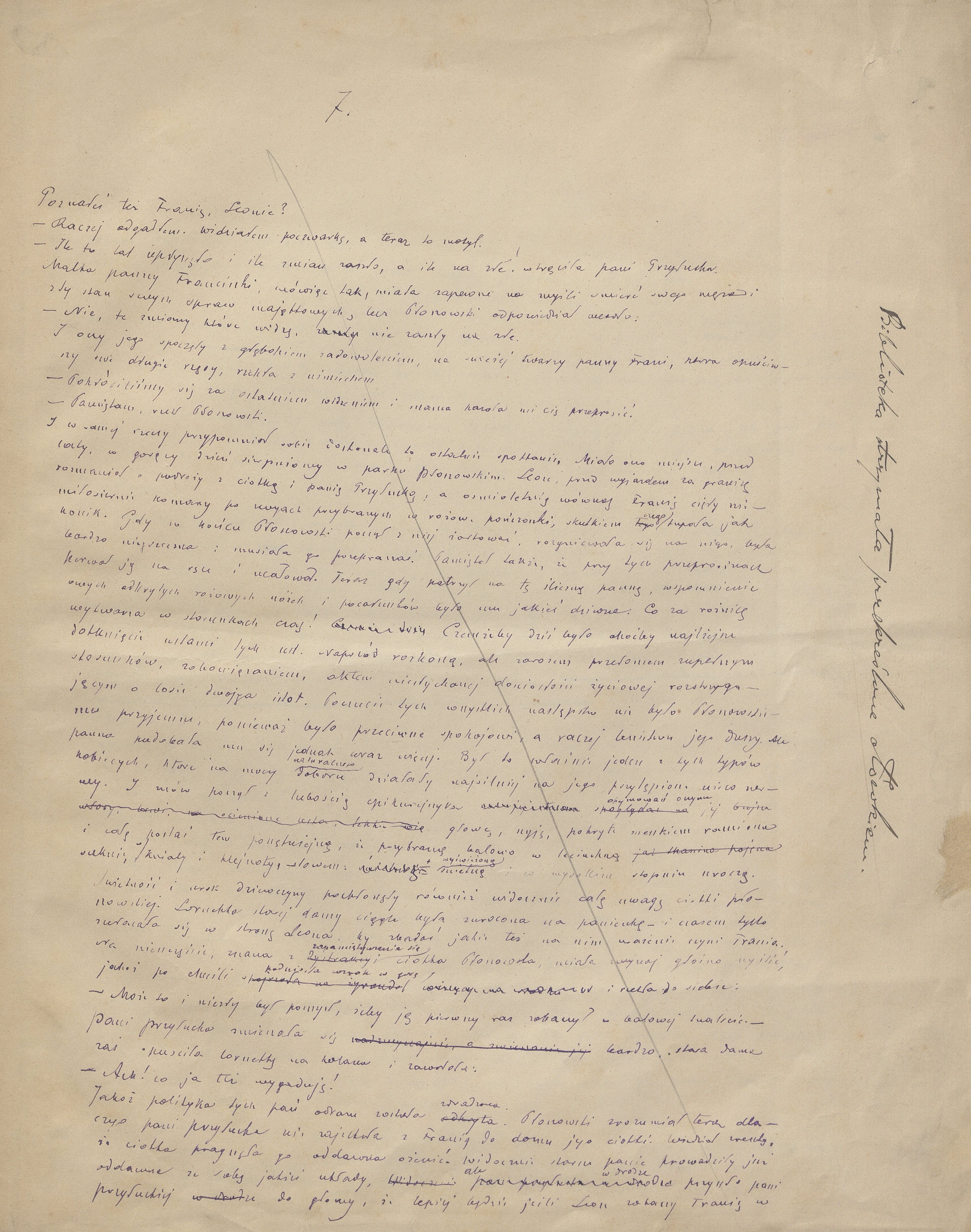
Fragment rękopisu powieści

Bez dogmatu – powieść Henryka Sienkiewicza. Jedna z kilku powieści obyczajowych w dorobku autora, obok Rodziny Połanieckich i Wirów. Sienkiewicz postanowił odejść od gatunku powieści historycznej, który dał mu sławę i napisać utwór o tematyce współczesnej, podejmujący problem człowieka końca XIX wieku, pozbawionego trwałych zasad moralnych i celu w życiu, do którego mógłby dążyć. Napisał więc powieść psychologiczną, w której romansowa fabuła była pretekstem do ukazania stanów psychicznych bohatera i autoanalizy jego przeżyć. Negocjacje w sprawie wydania nowej książki rozpoczęły zimą 1889. Autor napisał list do swojej szwagierki Jadwigi Janczewskiej, wskazując, że chce zilustrować „czym byłoby życie bez dogmatu” i pokazać człowieka sceptycznego, przesadnie wyrafinowanego i pozbawionego zasad moralnych. Prosił o opinię Janczewskiej w sprawie ostro zarysowanych lub też realistycznie przedstawionych scen zmysłowych i zgodnie z jej radą skrócił fragment traktujący o romansie głównego bohatera powieści, Leona Płoszowskiego. Ze względu na swoją tematykę oraz brak jednoznacznego potępienia głównego bohatera utwór wzbudził burzliwą dyskusję i wywołał zarzuty amoralności. Dla wielu młodych ludzi Bez dogmatu była diagnozą ich pokolenia.

## Opis fabuły
Bohaterem powieści jest pochodzący z bogatej szlacheckiej rodziny Leon Płoszowski. Inteligentny, utalentowany i wszechstronnie wykształcony nie może jednak znaleźć miejsca w życiu, które upływa mu bezproduktywnie na rozrywkach, bywaniu w towarzystwie i podróżach po Europie. W swoim dzienniku nieustannie analizuje własne postępowanie i przeżycia.
Zmienia się to, gdy wskutek zabiegów pragnącej w końcu go wyswatać ciotki poznaje piękną Anielkę. Zakochuje się w niej i zaczyna zabiegać o jej względy, a Anielka odwzajemnia jego uczucie. Leon nie skrywa swoich zabiegów o serce dziewczyny, więc wkrótce wszyscy nabierają przekonania, że stara się o jej rękę. Niespodziewanie przychodzi wiadomość o śmiertelnej chorobie ojca bohatera, który wyjeżdża do niego za granicę. Tam, daleko od Anielki, nabiera do niej dystansu i zaczyna dziwić się swojemu zachowaniu. Podczas gdy dziewczyna zamartwia się, czekając na wieści od ukochanego, wierząc, że ten wkrótce zostanie jej mężem, Leon nawiązuje romans z piękną Laurą, swoją dawną znajomą, która jest całkowitym charakterologicznym przeciwieństwem poczciwej, skromnej i skłonnej do poświęceń Anielki. Laura kompletnie ignoruje swojego ciężko chorego męża, gdyż jest zakochana we własnej urodzie i całkowicie skupiona na sobie i kolejnych miłosnych podbojach. Na zmianę przyciąga i odpycha Leona, który na ponaglające do powrotu wezwania z Polski pod wpływem impulsu odpisuje Anielce, że jest wolna. Zrozpaczona i upokorzona dziewczyna wychodzi za mąż za pierwszego mężczyznę, który się jej oświadcza.
Kiedy Leon powraca, Anielka jest już mężatką. Wychowana w poczuciu obowiązku, pobożna i skromna dziewczyna stara się być dobrą żoną, jednak nie potrafi sobie poradzić z uczuciem do Leona. Bohater postanawia bowiem za wszelką cenę podsycić miłość dziewczyny i czyni wszystko, by jeszcze bardziej ją w sobie rozkochać. Wykorzystuje uczucie innej kobiety, utalentowanej pianistki Klary, by wzbudzić zazdrość w Anielce, która z rozpaczy, nerwów i wyrzutów sumienia zaczyna chorować. Okazuje się, że jest w ciąży, co wzmaga jej przerażenie. Umiera i dopiero wtedy Leon zaczyna w pełni zdawać sobie sprawę z haniebności całego swojego zachowania wobec niej.